# Société Danubia-Adria
 (octobre 2023).
La Société Danubia-Adria est une société savante spécialisée dans la mécanique expérimentale. Les membres sont les sociétés ayant un profil similaire de différents pays. La société est hébergée par l'Institut de mécanique des matériaux et des structures (IMWS) de l’ université technique de Vienne (TU Wien).

## Domaines d’activité
La Société Danubia-Adria pour les méthodes expérimentales (DAS) a été fondée en 1983. Le but de la Société est de promouvoir la mécanique expérimentale, couvrant tous les aspects depuis le développement jusqu'aux applications des méthodes, pour l'amélioration de la qualité des produits et des processus et pour le développement de nouveaux modèles d'éducation.
Pour atteindre cet objectif, la Société entend encourager les échanges d'enseignants et de chercheurs entre les universités et autres sociétés techniques et scientifiques ; développer des domaines de coopération technologique entre chercheurs et techniciens de différents pays sur une base bilatérale et multilatérale pour contribuer au bénéfice scientifique mutuel ; organiser chaque année un Symposium annuel sur le développement de méthodes et applications de la mécanique expérimentale ».

## Comité scientifique
L’activité de la société est dirigée par un comité scientifique forme par un président Assoic Attila Kossa (de l'université polytechnique et économique de Budapest) et du secrétaire Stefan Dan Pastramă (de l'université Politehnica de Bucarest).

### Membres réguliers

#### Allemagne
L'Allemande a comme membre régulier Matthias Bartholmai (du Laboratoire fédéral d'essai des matériaux et de recherche) et de Thomas Lehmann (de l'université de technologie de Chemnitz).

#### Autriche
Les professeurs Josef Eberhardsteiner et Bernhard Pichler (de l'université technique de Vienne) et Florian Grün (de l'université de Leoben).

#### Croatie
La Croatie a pour membre régulier les professeurs Lovre Krstulović -Opara (de l'université de Split) et Damir Semenski ainsi que du professeur assistant Zvonimir Tomičević (de l'université de Zagreb).

#### Grèce
Les membres réguliers sont le professeur Stavros K. Koutkoulis (de l'université polytechnique nationale d'Athènes) et du docteur Ermioni D. Pasiou (du ministère hellénique de la Culture).

#### Hongrie
La professeure Rita Kiss et la professeure associée Attila Kossa (de l'université polytechnique et économique de Budapest) proviennent de la Hongrie.

#### Italie
L'Italie a pour membre régulier la professeure Francesca Cosmi (de l'université de Trieste) et par le professeur Mario Guagliano (de l'École polytechnique de Milan)

#### Pologne
Du côté de la Pologne, il y a les professeurs Zbigniew L. Kowalewski (de l'Académie polonaise des sciences) et de Pawel Pyrzanowski (de l'École polytechnique de Varsovie).

#### Roumanie
La Roumanie est représentée par les professeurs Dan Mihai Constantinescu et Stefan Dan Pastramă (de l'université Politehnica de Bucarest), Adrian Pascu (de l'université Lucian-Blaga de Sibiu).

#### Serbie
Elle est représentée par Marko Milos (de l'université de Belgrade), de Vladimir Milovanović et de Miroslav Živković (tous les deux de l'université de Kragujevac).

#### Slovaquie
La Slovaquie est représentée par l'ingénieur docteur František Novy et de la professeure Eva Tillová (tous les deux de l'université de Zilina).

#### Slovénie
Elle est représentée par le professeur Igor Emri et par le docteur Anatoly Nikonov (de l'université de Ljubljana).

#### République tchèque
Elle est représentée par le professeur Milan Ruzicka et par le docteur Karel Doubrava (tous deux de l'université technique tchèque de Prague).

### Membres d'honneur

#### Croatie
Les membres d'honneur croate sont Ivo Alfirevic et Stjepan Jecic (qui viennent tous deux de l'université de Zagreb).

#### Hongrie
La Hongrie a seulement qu'un membre d'honneur, qui est Lajos Borbás (de l'université polytechnique et économique de Budapest).

#### Italie
L'Italie a deux membres d'honneur : Alessandro Freddi (qui vient de l'université de Bologne) et Gianni Nicoletto (qui provient de l'université de Parme).

#### Pologne
Les professeurs Romuald Bedzinski (de l'université de Zielona Góra (en)) et Mieczysław Szata (de l'École polytechnique de Wrocław).

#### Roumanie
La professeure Nicolae Iliescu (de l'université Politehnica de Bucarest).

#### Serbie
Le professeur Milosav Ognjanović (de l'université de Belgrade).

#### Slovaquie
Les professeurs Otakar Bokuvka et Peter Palcek (de l'université de Žilina).

### Membre d'honneur associé
Le professeur Karl-Hans Laermann (de l'université de Wuppertal (en)),.

## Organisations membres
Les organisations suivantes sont membres de la Société Danubia-Adria :
- Société autrichienne d'analyse des contraintes expérimentales (ASESA) ;
- Société croate de mécanique (HDM) ;
- Société tchèque de mécanique (CSM) ;
- Société allemande d'analyse expérimentale des contraintes (GESA) ;
- Société grecque de mécanique expérimentale des matériaux (GSEMM) ;
- Société scientifique hongroise de génie mécanique (GTE) ;
- Association italienne pour l'analyse des contraintes (AIAS) ;
- Comité de mécanique de l'Académie polonaise des sciences (KMPAN) ;
- Association roumaine pour l'analyse des contraintes (ARTENS) ;
- Société serbe de mécanique (SSM) ;
- Société slovaque de mécanique (SSM) ;
- Société slovène de mécanique expérimentale (SSEM)[5].